# 34802 Anwesha
34802 Anwesha è un asteroide della fascia principale. Scoperto nel 2001, presenta un'orbita caratterizzata da un semiasse maggiore pari a 2,5197322 au e da un'eccentricità di 0,0884386, inclinata di 0,95754° rispetto all'eclittica.